# Lasianthus linearisepalus
Lasianthus linearisepalus là một loài thực vật có hoa trong họ Thiến thảo. Loài này được C.Y.Wu & H.Zhu mô tả khoa học đầu tiên năm 1994.